# Paulo Almada
Paulo Marcos Almada de Abreu, conhecido por Paulo Almada (Dores do Rio Preto, 12 de maio de 1944) é um político brasileiro, advogado, professor e empresário. 

## Trajetória Política
Após o fim do bipartidarismo em  21 de novembro de 1979, filiou-se ao Partido Popular (PP), na época então liderado por Tancredo Neves. 
Exerceu o mandato de deputado federal constituinte,  como suplente, de 16 de março de 1987 a 1991, de 16 de março a 4 de novembro de 1987, de 16 de agosto a 22 de novembro de 1988, e em 14 de outubro de 1988 na vaga do Deputado Luiz Leal.
Em Fevereiro de 1982, ingressou no Partido do Movimento Democrático Brasileiro (PMDB), sendo deputado estadual de Minas Gerais de 1983 a 1987.
Em outubro de 1990, concorreu à reeleição para deputado federal pelo Partido da Reconstrução Nacional (PRN) — responsável por eleger no ano anterior Fernando Collor de Melo para presidente da República —, mas obteve apenas a segunda suplência. Saiu da Câmara somente ao final da legislatura, em janeiro de 1991.
Em 1998, voltou-se a se candidatar a deputado estadual, mas teve apenas 7.761 votos , o que não foi suficiente para conseguir a reeleição. Em 2002, foi novamente candidato ao cargo, mas pelo Partido Liberal (PL). Teve 13.736 votos, conseguindo suplência.

## Vida Pessoal
É filho do farmacêutico José de Barros Abreu e de Geni Almada de Abreu. Casou-se com Rosângela Galgani Gouveia de Abreu e tiveram quatro filhos, Paulo Marcos Almada de Abreu Júnior, Claudia Gouvea Almada De Abreu, Aline Gouvea Almada De Abreu e Roberto Gouvea Almada De Abreu.
Paulo Almada começou um o curso de história na Universidade Federal de Minas Gerais em 1966, finalizando-o em 1970. No próximo ano, iniciou dessa vez um curso de direito na Faculdade de Direito do Oeste de Minas, em Divinópolis (MG), que terminou em 1975. 